# Маргул-Шпербер, Альфред
Альфред Маргул-Шпербер (рум. Alfred Margul-Sperber, при рождении Шпербер; 23 сентября 1898, Сторожинец, Буковина, Австро-Венгрия — 3 января 1967, Бухарест) — румынский прозаик, поэт, публицист и переводчик; писал на немецком языке. Лауреат Государственной премии Румынской Народной Республики первой степени по литературе (1954).

## Биография
Родился в ассимилированной еврейской семье. Его отец был управляющим и бухгалтером румынского помещика Я. Флондора (позже первого министра по делам Буковины при румынском правительстве), мать — учительницей музыки (её еврейское имя Маргула поэт в дальнейшем сделал своим литературным псевдонимом).
Учился в немецкой гимназии в Черновицах. Во время Первой мировой войны в 1914 году вместе с родителями бежал от российской армии в Вену, там же состоялись его первые контакты с рабочим движением. В Вене сдал экзамены на аттестат зрелости и отправился добровольцем австро-венгерской армии на Восточный фронт, где под впечатлением событий им был написан цикл пацифистских стихов «Die schmerzliche Zeit» («Болезненное время»).
После войны вернулся в Черновицы, где начал изучать право, но через несколько месяцев прервал занятия, поскольку его не удовлетворял низкий уровень преподавания в только что румынизированном университете.
Первые его публикации появились в журналах «Der Nerv» (Черновицы), «Das Ziel» (Кронштадт / Брашов), «Zenit» (Аграм / Загреб), «Selbstwehr» (Прага).
С 1920 года долго жил за границей (Париж, Нью-Йорк). Общался с Иваном Голлем, Уолдо Фрэнком, переводил произведения Г. Апполинера, Т. С. Элиота, Р. Фроста, У. Стивенса, Э. Э. Каммингса, фольклор американских индейцев. Сотрудничал с «New York Journal of The People», жил на случайные заработки (был руководителем эмигрантского пункта в Париже, рабочим-металлистом, уличным торговцем, мойщиком посуды, клерком, служащим банка в Нью-Йорке). В это время им написан экспрессионистский цикл «Elf grosse Psalmen» («Одиннадцать больших псалмов»).
В 1924 году в связи с болезнью лёгких вернулся в Черновицы. Редактировал немецкоязычную газету «Czernowitzer Morgenblatt», в которой публиковал многих молодых талантливых литераторов. В 1933 году по настоянию своего тестя-предпринимателя переселился в Сучаву (Южная Буковина). Вёл обширную переписку, среди его корреспондентов: К. Краус, М. Бубер, Т. Манн, Г. Гессе, К. Гамсун, Ж. Дюамель, Э. Э. Киш, С. Цвейг, Й. Вайнхебер.
В 1930-е годы появляются первые сборники его стихов «Gleichnisse der Landschaft» («Иносказания пейзажа», 1934) и «Geheimnis und Verzicht» («Тайна и отказ», 1939). В них преобладают символические пейзажные стихотворения со строгой классической метрикой и строфикой. 
В 1940 году после начала Второй мировой войны и присоединения Северной Буковины к СССР Маргул-Шпербер переселился в Бухарест. Благодаря друзьям ему удалось избежать депортации. Во время войны зарабатывал частными уроками иностранных языков.
После 1944 года Маргул-Шпербер становится центральной фигурой немецкоязычной литературы Румынии. Его социально направленные и программные стихи обеспечили ему ведущее место в румынском литературном процессе послевоенного периода. За переводы румынской народной поэзии он был отмечен Государственной премией Румынии (1954).
На протяжении всей творческой жизни Маргул-Шпербер был благотворителем и покровителем многих поэтов, в том числе Пауля Целана, Розы Ауслендер, Мозеса Розенкранца. Составленная им антология немецкой поэзии Буковины вышла в свет спустя 42 года после его смерти.
Умер 3 января 1967 в Бухаресте. Похоронен на еврейском кладбище Филантропия.